# Frankfurter Berg
Frankfurter Berg, Frankfurt-Frankfurter Berg – 47. dzielnica (Stadtteil) miasta Frankfurt nad Menem, w Niemczech, w kraju związkowym Hesja. Należy do okręgu administracyjnego Nord-Ost.